# Doriane Pin
Doriane Pin (Ivry-sur-Seine, Francia; 6 de enero de 2004) es una piloto francesa de automovilismo. Fue vencedora del Ferrari Challenge y tercera de la Finali Mondiali (Pro-Am) en 2021. Ha logrado la victoria en la European Le Mans Series (GTE) y en los campeonatos de Fórmula 4 de EAU y del Sudeste Asiático, resultando subcampeona en esta última. En 2023 logró un podio en el Campeonato Mundial de Resistencia de la FIA en la categoría LMP2. En 2024 resultó subcampeona de la F1 Academy con Prema Racing y disputó la Fórmula Regional Europea. Es miembro de Iron Dames y del Equipo Júnior de Mercedes desde 2024.

## Carrera

### Inicios
Pin comenzó a practicar karting a la edad de nueve años y comenzó a competir en el campeonato nacional de Francia en 2016. Permaneció en la competición durante los siguientes tres años, terminando décimo y quinto respectivamente en la clase juvenil antes de ganar la categoría femenina en 2019. La francesa también participó en los Motorsport Games de la FIA de 2019 en la Copa de Karting Slalom junto a Esteban Masson.

### Renault Clio Cup
En 2020, Pin hizo su debut en las carreras de automovilismo, compitiendo para GPA Racing en la Copa Renault Clio de Francia. Condujo en los primeros tres eventos de la campaña, logrando un mejor resultado de noveno lugar, antes de abandonar la serie.

### Le Mans Cup
La francesa pasó a competir a tiempo completo en 2021 y pasó a la clase GT3 de la Le Mans Cup, compitiendo para Iron Lynx. Consiguió cinco podios y terminó quinta en la clasificación de pilotos.

### Campeonato de Fórmula 3 de la FIA
Pin fue seleccionada para participar en una prueba de un día de Fórmula 3 de la FIA en Magny-Cours en noviembre de 2021, junto con su compañera corredora de Iron Dames Maya Weug y las pilotos de la W Series Nerea Martí e Irina Sidorkova.

## Resumen de carrera
| Temporada | Categoría                                                | Equipo                           | Carreras     | Victorias    | Poles        | VR           | Podios       | Puntos       | Pos.         |
| --------- | -------------------------------------------------------- | -------------------------------- | ------------ | ------------ | ------------ | ------------ | ------------ | ------------ | ------------ |
| 2020      | Renault Clio Cup France                                  | GPA Racing                       | 6            | 0            | 0            | 0            | 0            | 198          | 14.ª         |
| 2021      | Le Mans Cup - GT3                                        | Iron Lynx                        | 6            | 0            | 0            | 0            | 5            | 67           | 5.ª          |
| 2021      | GT World Challenge Europe Endurance Cup - Pro-Am         | Iron Lynx                        | 2            | 0            | 0            | 0            | 0            | 17           | 23.ª         |
| 2021      | Ferrari Challenge Europe - Trofeo Pirelli (Pro)          | Scuderia Niki Hasler - Iron Lynx | 2            | 0            | 0            | 0            | 0            | 9            | 9.ª          |
| 2022      | Ferrari Challenge Europe - Trofeo Pirelli (Pro)          | Scuderia Niki Hasler - Iron Lynx | 14           | 9            | 10           | 11           | 13           | 213          | 1.ª          |
| 2022      | Ferrari Challenge Finali Mondiali - Trofeo Pirelli (Pro) | Scuderia Niki Hasler - Iron Lynx | 1            | 0            | 0            | 0            | 1            | N/A          | 3.ª          |
| 2022      | Campeonato Mundial de Resistencia de la FIA - GTE Am     | Iron Dames                       | 1            | 0            | 0            | 0            | 0            | 1            | 27.ª         |
| 2022      | GT World Challenge Europe Endurance Cup                  | Iron Dames                       | 1            | 0            | 0            | 0            | 0            | 0            | NC           |
| 2022      | Intercontinental GT Challenge                            | Iron Dames                       | 1            | 0            | 0            | 0            | 0            | 0            | NC           |
| 2022      | Lamborghini Super Trofeo Europe                          | Iron Dames                       | 2            | 0            | 1            | 0            | 1            | 0            | NC†          |
| 2022      | Lamborghini Super Trofeo - Grand Finals                  | Iron Dames                       | 2            | 0            | 0            | 0            | 0            | N/A          | NC           |
| 2022      | European Le Mans Series - GTE                            | Iron Lynx                        | 3            | 1            | 0            | 1            | 2            | 44           | 9.ª          |
| 2023      | IMSA SportsCar Championship - GTD                        | Iron Dames                       | 3            | 0            | 0            | 0            | 0            | 550          | 42.ª         |
| 2023      | GT World Challenge Europe Endurance Cup                  | Iron Dames                       | 1            | 0            | 0            | 0            | 0            | 0            | NC           |
| 2023      | Campeonato Mundial de Resistencia de la FIA - LMP2       | Prema Racing                     | 7            | 0            | 0            | 0            | 1            | 63           | 9.ª          |
| 2023      | Campeonato del Sudeste Asiático de Fórmula 4             | Prema Racing                     | 6            | 1            | 0            | 1            | 4            | 82           | 2.ª          |
| 2024      | Campeonato de EAU de Fórmula 4                           | Prema Racing                     | 12           | 1            | 1            | 1            | 1            | 66           | 10.ª         |
| 2024      | IMSA SportsCar Championship - GTD                        | Iron Dames                       | 1            | 0            | 0            | 0            | 0            | 268          | 53.ª         |
| 2024      | F1 Academy                                               | Prema Racing                     | 14           | 3            | 5            | 4            | 8            | 217          | 2.ª          |
| 2024      | Campeonato de Fórmula Regional Europea                   | Iron Dames                       | 15           | 0            | 0            | 0            | 0            | 0            | 27.ª         |
| 2025      | Campeonato de Fórmula Regional de Medio Oriente          | Mumbai Falcons Racing Limited    | 6            | 0            | 0            | 0            | 0            | 0            | 29.ª         |
| 2025      | Campeonato de Fórmula Regional Europea                   | Prema Racing                     | Disputándose | Disputándose | Disputándose | Disputándose | Disputándose | Disputándose | Disputándose |
| 2025      | F1 Academy                                               | Prema Racing                     | Disputándose | Disputándose | Disputándose | Disputándose | Disputándose | Disputándose | Disputándose |
| Fuente:   |                                                          |                                  |              |              |              |              |              |              |              |